# Béla Balás
Béla Balás (* 25. März 1941 in Budapest) ist ein ungarischer Geistlicher und emeritierter römisch-katholischer Bischof von Kaposvár.

## Leben
Béla Balás studierte nach dem Abitur am Gymnasium der Piaristen in Budapest Katholische Theologie und empfing am 20. Juni 1965 die Priesterweihe für das Erzbistum Esztergom.
Papst Johannes Paul II. ernannte ihn am 10. August 1992 zum Titularbischof von Feradi Maius und zum Weihbischof in Veszprém. Die Bischofsweihe spendete ihm der Erzbischof von Esztergom-Budapest, Kardinal László Paskai, am 17. Oktober desselben Jahres; Mitkonsekratoren waren Bischof József Szendi von Veszprém und Bischof Endre Gyulay von Szeged-Csanád.
Am 31. Mai 1993 wurde Béla Balás zum ersten Bischof des neugegründeten Bistums Kaposvár ernannt.
Papst Franziskus nahm am 25. März 2017 seinen altersbedingten Rücktritt an.